# واين روتلديج
واين نيفيل روتلديج (بالإنجليزية: Wayne Routledge)‏، من مواليد 7 يناير 1985 في لندن في إنجلترا، لاعب كرة قدم إنجليزي.
بدأ مسيرته الكروية مع نادي كريستال بالاس في عام 2001، ولعب معهم حتى عام 2005، وشارك معهم في 110 مباريات وسجل 11 هدف، وفي عام 2005 انتقل إلى نادي توتنهام هوتسبر,وفي عام 2005 أعير إلى نادي بورتسموث، ولعب معهم 13 مباراة، وفي عام 2007 أعير إلى نادي فولهام ولعب معهم 24 مباراة، وهو الآن يلعب مع نيوكاسل يونايتد .

## روابط خارجية
- واين روتلديج على موقع الاتحاد الأوربي (الإنجليزية)
- واين روتلديج على موقع قاعدة بيانات كرة القدم.إي يو (الإنجليزية)
- واين روتلديج على موقع ليكيب (الفرنسية)
- واين روتلديج على موقع Soccerbase.com (لاعب) (الإنجليزية)
- واين روتلديج على موقع Soccerway.com (الإنجليزية)
- واين روتلديج على موقع عالم كرة القدم.نت (الإنجليزية)
- واين روتلديج على موقع كووورة
- واين روتلديج على موقع AS.com (الإسبانية)